# Kirsten van der Kolk
Kirsten van der Kolk, född den 18 december 1975 i Haarlem i Nederländerna, är en nederländsk roddare.
Hon tog OS-guld i lättvikts-dubbelsculler i samband med de olympiska roddtävlingarna 2008 i Peking.